# Ludwik Stasiak
Ludwik Józef Stasiak (sinh ngày 13 tháng 8 năm 1858 - mất ngày 3 tháng 12 năm 1924) là một họa sĩ, nhà văn, nhà sử học nghệ thuật và nhà xuất bản người Ba Lan. Ông là tác giả của một số tiểu thuyết lịch sử nổi tiếng.

## Tiểu sử

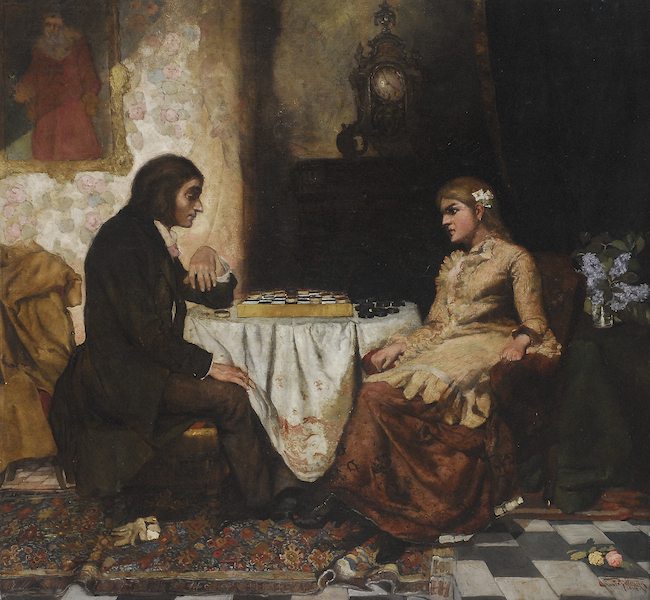
Couple Playing Checkers (1894)

Stasiak sinh ra ở Bochnia. Sau khi ông tốt nghiệp trung học vào 1879, ông đồng thời theo học ngành triết học tại Đại học Jagellonia và hội họa tại Học viện Mỹ thuật ở Kraków. Nhờ vào học bổng, ông đi du học hội họa ở Vienna vào năm 1886, và sau đó ở Munich. Stasiak trở về Ba Lan và thường xuyên triển lãm các tác phẩm tại Kraków. Ông cũng tổ chức các cuộc triển lãm tại Zachęta. Sau những chuyến du lịch ở Áo và Đức, ông quay trở về Bochnia và mở một xưởng vẽ. Nơi đây trở thành điểm tụ tập dành cho các nghệ sĩ của phong trào Ba Lan trẻ.
Từ năm 1901, Stasiak bắt đầu sáng tác văn học, chẳng hạn như tiểu thuyết lịch sử và truyện ngắn.
Để tưởng nhớ nghệ sĩ, Hội đồng thành phố Bochnia tuyên bố năm 2008 là "Năm của Ludwik Stasiak".